# Hiếu (xã)
Hiếu là một xã thuộc huyện Kon Plông, tỉnh Kon Tum, Việt Nam.
Xã Hiếu có diện tích 201,5 km², dân số năm 2019 là 3.176 người, mật độ dân số đạt 16 người/km².